# Júnior Negão
Hilton Santos Júnior, mais conhecido como Júnior Negão (Rio de Janeiro, 29 de março de 1965), é um ex-futebolista de areia brasileiro. Atualmente, é o coordenador técnico do Vasco da Gama. Foi um dos principais jogadores da história da seleção brasileira de futebol de areia, sendo o segundo maior artilheiro.

## Carreira

### Clubes
Júnior Negão começou sua carreira como jogador de futebol nas divisões de base do Flamengo, em 1981. Em 1984 se transferiu para o Fluminense. Como profissional, estreou no América-MG, clube no qual jogou até 1988. Jogou também no Deportivo Petare da Venezuela e na Africa, uma equipe da Costa do Marfim. Começou a jogar o futebol de 11, passando por clubes tradicionais da orla carioca, como  Racing, Colorado, Copaleme e Areia. Em 1999 jogou pelo Vasco da Gama clube do seu coração. Também jogou na seleção dos estados do Rio de Janeiro e São Paulo. Em 2009 retornou ao Vasco da Gama para montar uma equipe competitiva para a modalidade e desde então o Vasco vem sendo o maior clube vencedor de futebol de areia do Brasil.

### Seleção
Em 1994, Júnior Negão foi convidado a integrar a recém criada Seleção Brasileira de Futebol de Areia, formada de ídolos do futebol de campo como Zico, Cláudio Adão e Júnior. Foi dele o primeiro gol do Brasil no 1º Mundialito, vencendo os Estados Unidos por 4 a 2. Com estilo de jogo raro, unindo força, técnica e inteligência dominava todos os fundamentos do jogo. 
Como capitão, liderava o time em campo, orquestrando as jogadas ofensivas desde o campo de defesa. Além de ser um grande defensor, tinha capacidade de marcar muitos gols, se tornando o segundo maior artilheiro da seleção, com 318 gols.
Fazia gols espetaculares, com destaque para os tiros de longa distância. Multicampeão, é considerado uma lenda do esporte e um dos maiores jogadores que pisaram em uma quadra de futebol de areia. Em 2008, encerrou a carreira no amistoso "Encontro de Gerações" em Vitória (Espírito Santo). Em 2013 assumiu o cargo de treinador da seleção, onde ficou por 6 meses e conquistou 3 títulos.
Como coordenador técnico, foi campeão mundial em 2017.

## Títulos
Como Jogador
Vasco da Gama
- Bicampeão Carioca: 1999 e 2003

Seleção do Rio de Janeiro
- Bicampeão do Campeonato Brasileiro de Seleções: 1997 e 1998

Seleção de São Paulo
- Tricampeão do Campeonato Brasileiro de Seleções: 2002, 2003 e 2004.

Seleção Brasileira
- Tricampeão da Copa Mercosul: 1998, 1999 e 2001
- Heptacampeão da Copa América: 1994, 1995, 1996, 1997, 1998, 1999 e 2003
- Eneacampeão da Copa Latina: 1998, 1999, 2000, 2001, 2002, 2003, 2004, 2005 e 2006
- Eneacampeão da Copa do Mundo de Futebol de Areia: 1995, 1996, 1997, 1998, 1999, 2000, 2002, 2003 e 2004
- Decacampeão do Mundialito de Futebol de Praia: 1994, 1997, 1999, 2000, 2001, 2002, 2004, 2005, 2006 e 2007

Como Treinador
Seleção Brasileira
- Campeão da Copa das Nações de Beach Soccer: 2013
- Campeão da Copa América: 2013
- Ouro nos Jogos Sul-Americanos de Praia: 2014
- Campeão da Ciudad Encarnación: 2013
- Campeão da Copa Riviera Maya: 2014
- Campeão da Copa Pílsener: 2014

Como Coordenador Técnico
Vasco da Gama

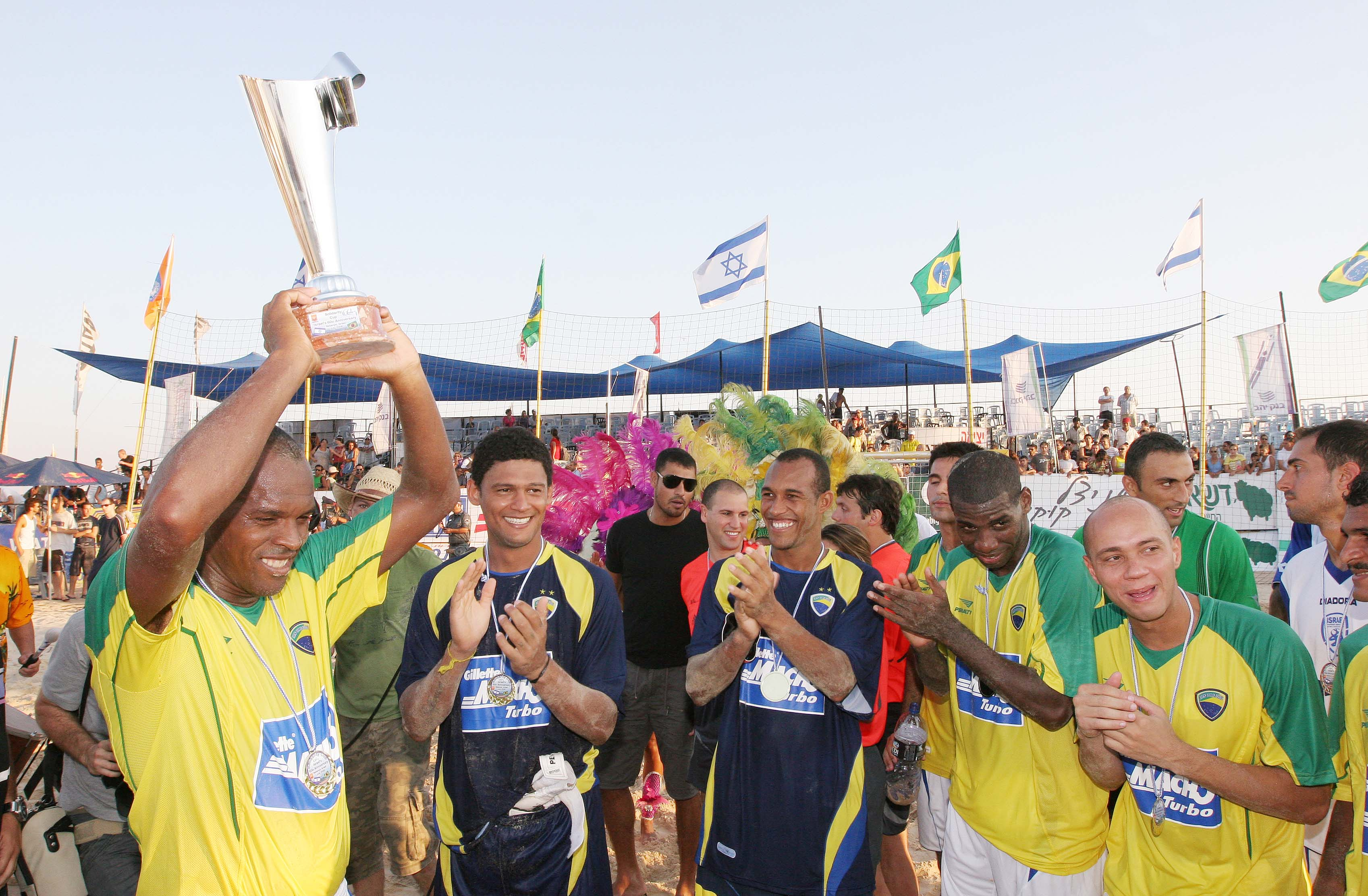
Júnior Negão, levantando a taça de um torneio amistoso com a seleção em 2008.

- Campeão do Mundialito de Clubes de Futebol de Areia:  2011
- Bicampeão da Copa Brasil de Clubes de Futebol de Areia: 2012, 2014
- Campeão da I Etapa do Circuito Brasileiro de Futebol de Areia: 2013
- Campeão do Torneio Rio-São Paulo de Futebol de Areia: 2010
- Campeão do Campeonato Carioca: 2014
- Campeão do Desafio Internacional Guara Plus de Beach Soccer: 2012
- Campeão do Desafio Fair Play de Beach Soccer: 2013
- Campeão do Desafio Internacional de Arraial do Cabo: 2009
- Campeão da II Taça Rio Cidade da Paz: 2011
- Campeão da Supercopa do Brasil: 2012
- Campeão do Desafio Espírito Santo: 2012
- Campeão da Taça Brasil de Beach Soccer Feminino: 2012
- Campeão do Campeonato Carioca Feminino: 2012